# 翁弗勒尔的水域一角

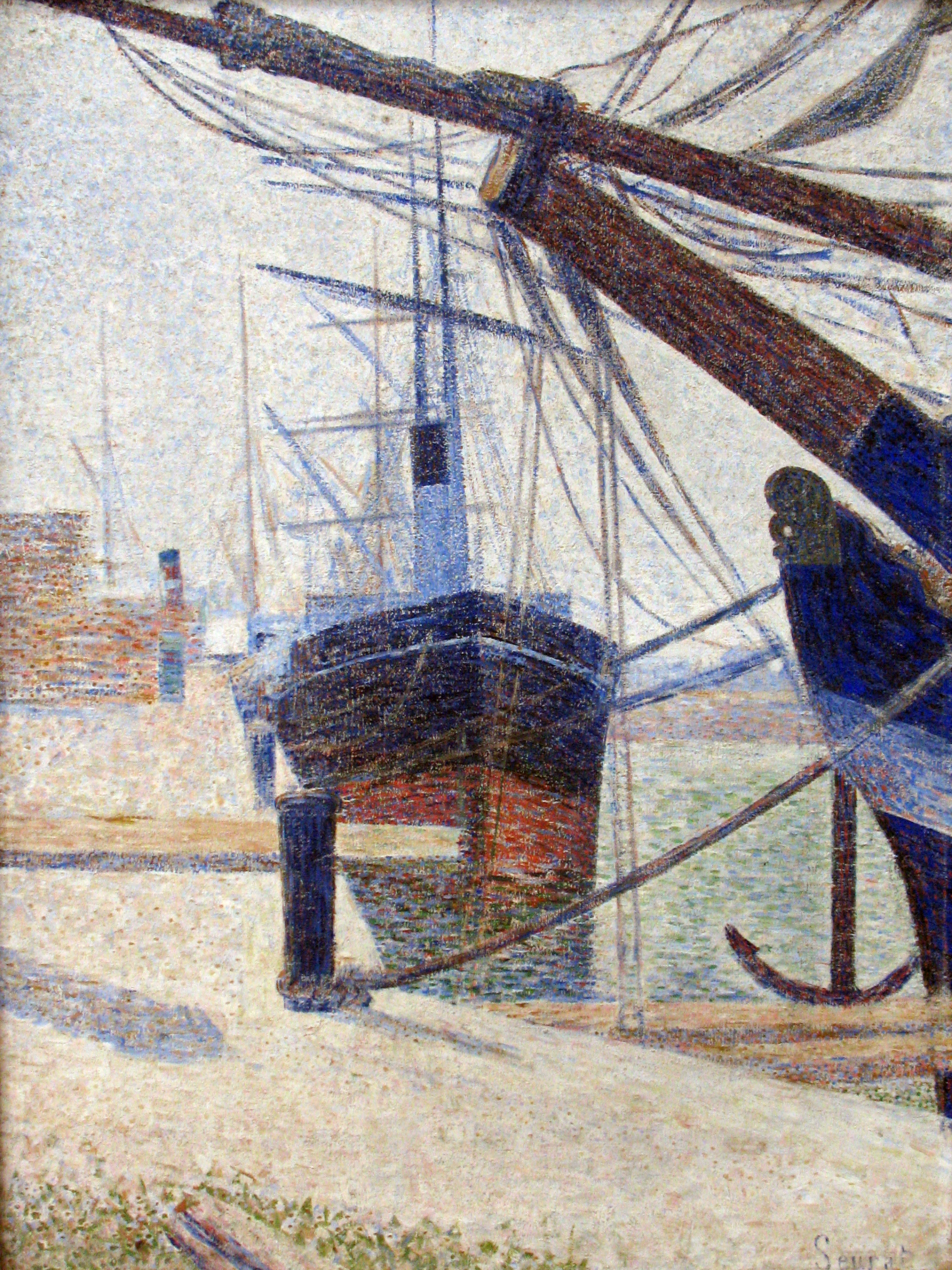

《翁弗勒尔的水域一角》（Coin d'un bassin, Honfleur）是法国画家乔治·修拉的一幅风景油画，画幅为81厘米乘65厘米，绘于1886年。这幅画现藏于荷兰海尔德兰省埃德市的奥特洛的克勒勒-米勒博物馆（Kröller-Müller Museum）。
1886年夏天，修拉在去翁弗勒尔的一次航行中画了这幅画，当船离开时，他抛弃了这幅画。